# Jack Burke
Pour les articles homonymes, voir Jack Burke (homonymie) et Burke.
Jack Burke est un boxeur américain ayant effectué le plus long combat au finish de l'histoire de la boxe le 6 avril 1893 à l'Olympic Club de La Nouvelle-Orléans contre Andy Bowen, pour une prime de 2 500 $. Le combat dura 111 reprises pendant sept heures et dix-neuf minutes. Ce fut le dernier combat de Burke qui s'y brisa tous les os de ses deux mains. 

## Biographie
Ce qui fera la notoriété de Jack, c'est la rencontre sur ring entre Andy Bowen et Jack Burke, le soir du 6 avril 1893 au Club olympique de la Nouvelle-Orléans pour 2 500 $ vers 21h00. Le combat durera 111 rounds, record de durée en 7 heures et 19 minutes. L'arbitre John Duffy à l'issue du combat déclare qu'il n'y a aucun vainqueur, combat considéré comme «no contest», c'est-à-dire que l'engagement ne peut être poursuivi.
Jack Burke alias «Texas»  est décédé au centre médical régional Muhlenberg de Plainfield le 14 février 1942 à l'âge de 67 ans.
Le boxeur ne doit pas être confondu avec le boxeur «à poings nus» Jack Burke (1861–1897), surnommé «The Irish Lad».